# Lonely Planet

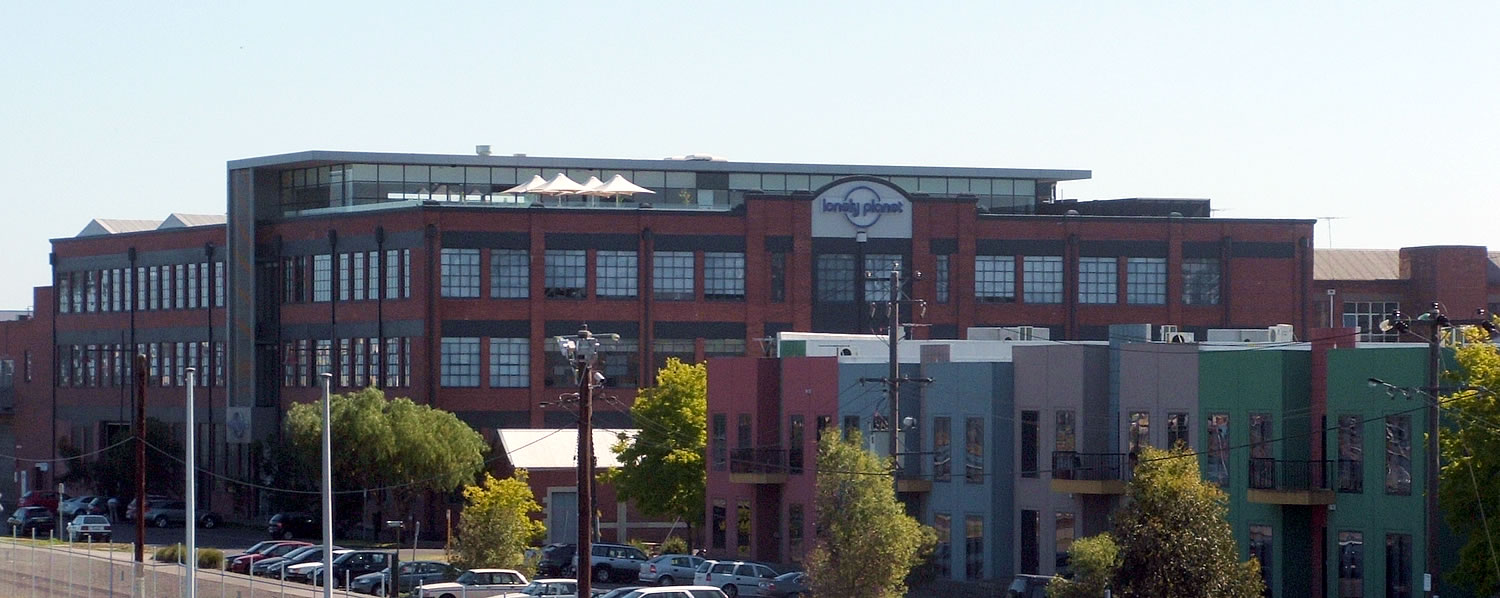
La sede di Footscray, presso Melbourne

La Lonely Planet è una casa editrice australiana con sede nella città di Maribyrnong nello stato di Victoria e che diffonde guide turistiche in tutto il mondo (in Italia tradotte e pubblicate dalla casa editrice EDT di Torino).

## Storia

### Il primo viaggio e i primi libri di Tony e Maureen Wheeler

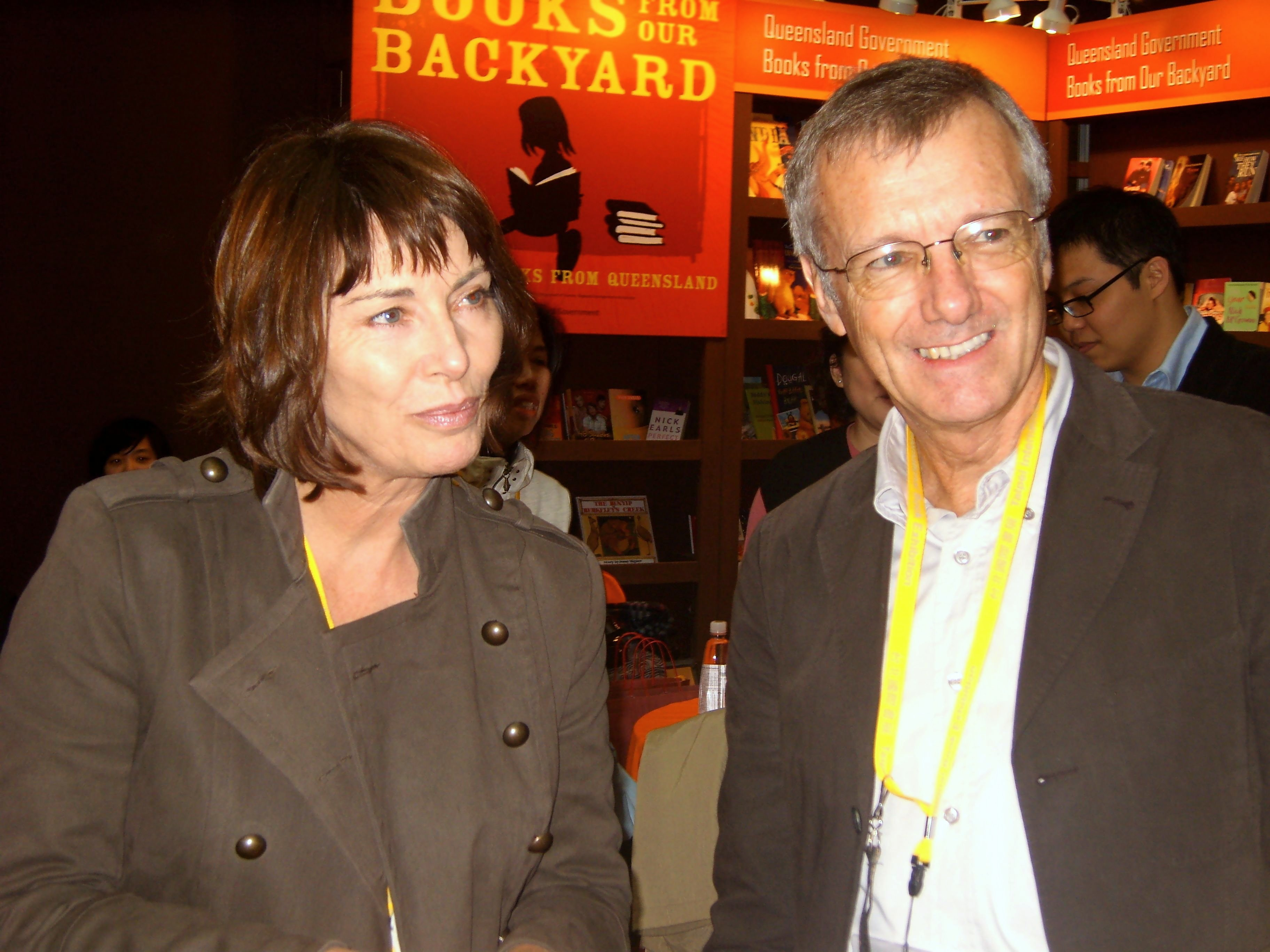
Tony e Maureen Wheeler

Il primo libro Lonely Planet, Across Asia on the Cheap, fu scritto e pubblicato da Tony Wheeler, un ex ingegnere della Chrysler, e da sua moglie Maureen a Sydney nell'ormai lontano 1973, dopo un lungo viaggio che dalla Turchia li aveva condotti attraverso Iran, Afghanistan e Pakistan, fino all'India e al Nepal. Scritto in modo personale e brillante il volume divenne in poco tempo un piccolo best seller in Australia e in tre mesi vendette ottomila copie. Ciò spinse la coppia di viaggiatori a scrivere South-East Asia on a Shoestring (la ormai celebre Yellow Bible), che resta uno dei libri di maggior successo di Lonely Planet.
Il primo libro di Lonely Planet divenne in breve un punto di riferimento per i giovani viaggiatori attratti dal lungo itinerario via terra dall'Australia all'Europa. Per le giovani generazioni, soprattutto australiane e neozelandesi, degli anni settanta si trattava di una vera e propria iniziazione. A volte impiegavano mesi o anni per compiere l'impresa. Non dimentichiamo che in quel periodo i servizi di viaggio erano ancora carenti, per non parlare delle soluzioni low-cost.

### La notorietà internazionale

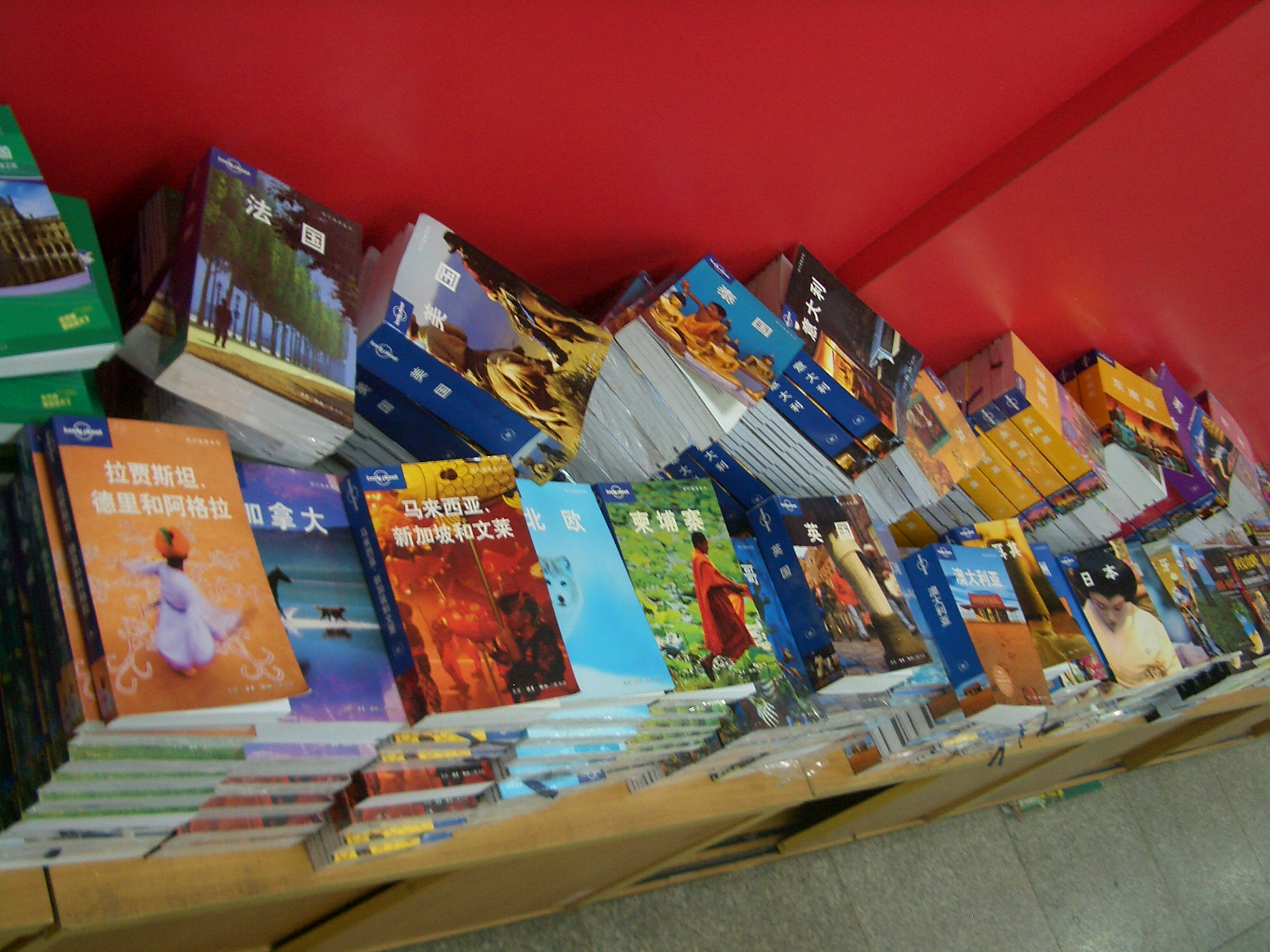
Alcune guide Lonely Planet in una libreria a Lanzhou

Inizialmente centrato sull'Asia, l'interesse di Lonely Planet si estende a tutto il globo. Nel 1989 erano in catalogo oltre 70 titoli che coprivano tutto il mondo fatto salvo per Europa occidentale, Unione Sovietica e Stati Uniti. Nel dicembre 1991 viene pubblicata la prima guida dell'URSS, proprio mentre l'URSS stava vivendo uno dei momenti più tragici della sua esistenza e il futuro del paese era molto incerto. La guida, dalla vita assai breve, ricevette molti apprezzamenti anche da parte degli stessi cittadini sovietici, che per la prima volta ebbero a disposizione un testo omnicomprensivo sul loro sterminato paese.
Alle produzioni consuete, shoestring (con quattro soldi, guide dedicate a regioni vaste o addirittura interi continenti come l'Africa) e travel survival kit (guide dedicate ad un solo paese), si affiancano i phrasesbook, i frasari di viaggio. I frasari Lonely Planet a differenza di altri omologhi non si limitano alle sole frasi per chiedere informazioni ma hanno ampie sezioni dedicate alla socializzazione con le popolazioni locali, gli usi e costumi, la religione. All'attività editoriale dal 1986, si affiancano alcune importanti iniziative umanitarie: parte dei proventi della Lonely Planet vengono devoluti per la realizzazione di progetti umanitari in Africa, India, America centrale e anche in opere di sensibilizzazione, come ad esempio la campagna con Greenpeace per fermare i test nucleari francesi nel Pacifico.
Con il tempo le guide e la filosofia Lonely Planet sono cambiate, senza tradire lo spirito originario; oggi le guide non si rivolgono solo ai backpackers e contemplano anche passaggi aerei ed alberghi di lusso.
Ricche di foto a colori e con la sezione itinerari in apertura, sono oggi tradotte in moltissime lingue, tra cui il cinese.

### Partecipazioni e proprietà
Lonely Planet possiede anche una società di produzione televisiva, che ha realizzato quattro serie: Lonely Planet Six Degrees, The Sport Traveller, Going Bush e Vintage New Zealand. Oltre alla sede australiana di Maribyrnong (esattamente a Footscray), Lonely Planet ha uffici a Londra e Oakland.
Nell'ottobre del 2007 la BBC Worldwide, parte del gruppo britannico BBC, ha acquisito il 75% della casa editrice australiana, pagandolo 88,1 milioni di sterline. La famiglia Wheeler ha conservato il rimanente 25% della società fino al febbraio 2011, quando ha venduto la quota residua alla BBC. Nel marzo 2013 la BBC Worldwide ha venduto, per 75 milioni di dollari, la maggioranza delle azioni alla società statunitense NC2 Media, il cui azionista di riferimento è Brad Kelley, un miliardario del Kentucky che, dopo aver venduto il suo gruppo che produceva sigarette a basso costo, ha acquistato vaste aree in Texas, Florida e Nuovo Messico, arrivando a possedere circa 1,5 milioni di acri.

### Significato del nome
Il nome è stato creato in base all'assonanza con l'espressione lonely heart ("cuori solitari"). Letteralmente significa "pianeta che si sente solo": il nome vuole essere un invito verso il lettore a visitarlo. 

### Controversie
Nei primi anni 2000 l'azienda subì, da parte di attivisti per la restaurazione dell'ordine democratico in Birmania, un boicottaggio a causa della pubblicazione della guida turistica di quel paese; secondo i detrattori, la promozione del turismo in Birmania sarebbe andata a tutto vantaggio della sua dittatura militare..